# Gheorghe Hațegan
Gheorghe Hațegan (* 26. November 1970 in Mediaș) ist ein rumänischer Manager. Er hat an der Wirtschaftsakademie Bukarest studiert und ist stellvertretender Generaldirektor des Staatsunternehmens „Transgaz“. Hațegan gehört zu den 89 Personen aus der Europäischen Union, gegen die Moskau in Zusammenhang mit der Annexion der Krim durch Russland  ein Einreiseverbot verhängt hat.